# Lobe d'oreille

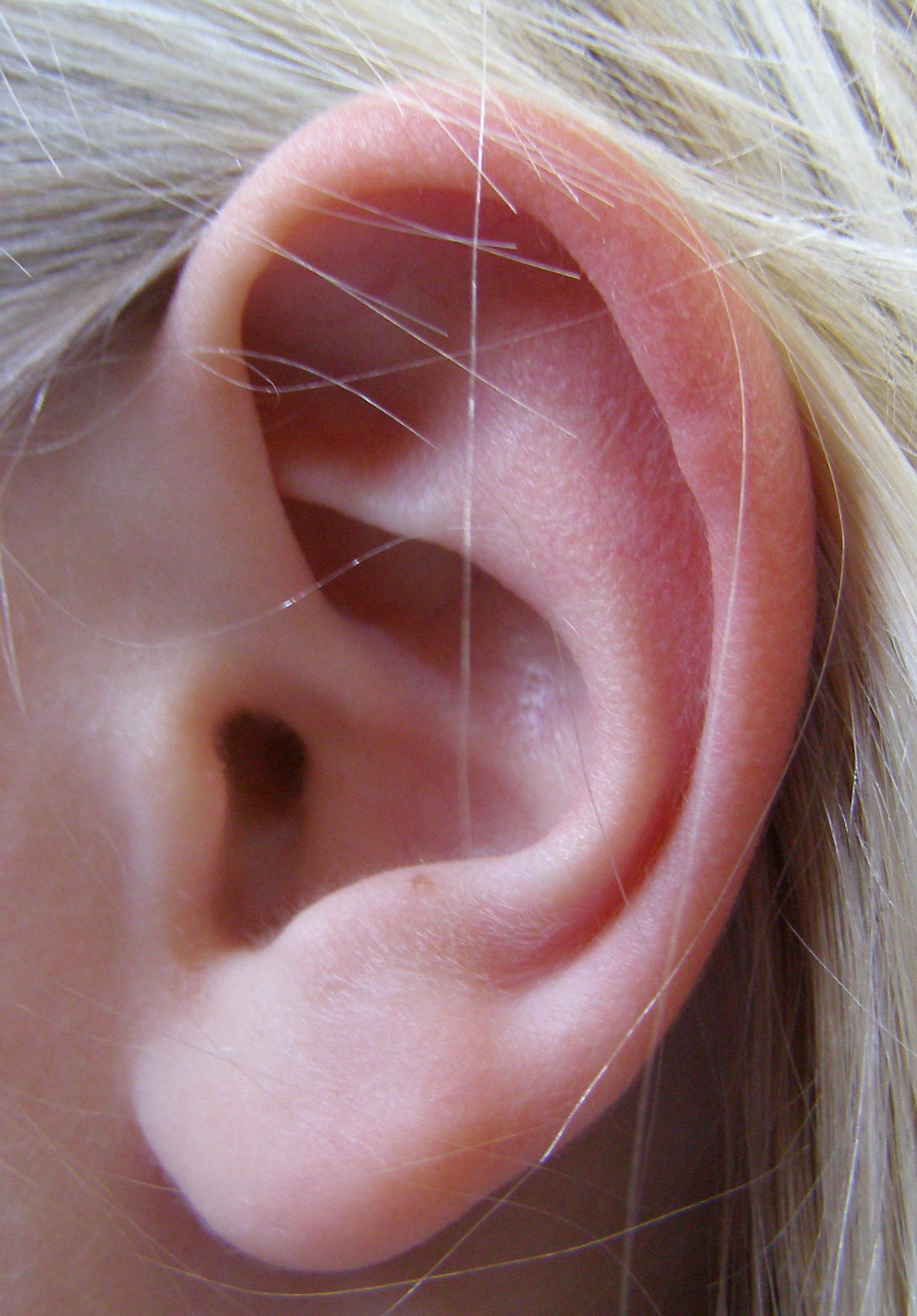
Photo d'une oreille humaine.

Le lobe de l'oreille ou lobule de l'auricule (lobulus auriculae) est une partie du pavillon (ou auricule) de l'oreille. Il est fréquent de se faire percer le lobe de l'oreille pour pouvoir porter des boucles d'oreille. Le lobe d'oreille peut être libre ou attaché. Le lobe attaché est un trait génétique récessif.
À la différence du reste du pavillon de l'oreille externe, le lobe n'est pas composé de cartilage mais est composé de tissu adipeux.
La présence d'un pli sur le lobe d'oreille (signe de Frank) pourrait être prédictif de risques cardiovasculaires plus marqués.

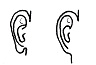
Diagramme montrant la différence entre lobe libre et attaché.